# Franz-Hermann Kappes

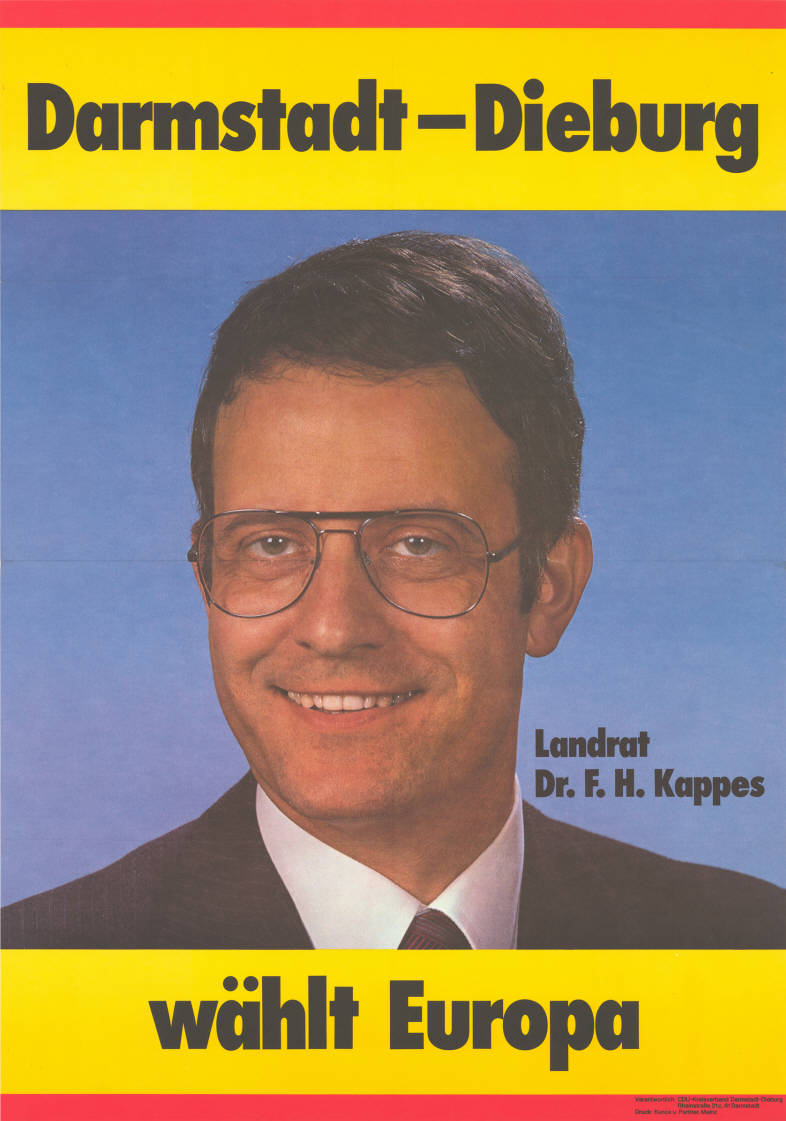
Franz-Hermann Kappes auf einem Wahlplakat

Franz-Hermann Kappes (* 5. November 1938 in Wiesbaden; † 24. August 1992 in Zeilhard) war ein deutscher Politiker (CDU), und in den Jahren 1987 bis zu seinem frühen Tod im Jahre 1992 Mitglied des Deutschen Bundestages.

## Leben und politischer Werdegang
Franz-Hermann Kappes besuchte das Humanistische Gymnasium in Dillenburg, studierte in Münster und München Rechtswissenschaft und Philosophie und legte 1962 die erste juristische Staatsprüfung ab. 1965 folgte die Promotion zum Dr. jur., 1966 die große juristische Staatsprüfung. Seit 1966 war er im höheren Verwaltungsdienst des Bundes (Geschäftsbereich BMI) und des Landes Rheinland-Pfalz (Staatskanzlei), zuletzt Ministerialrat.
1977 bis 1985 war Franz-Hermann Kappes Landrat des Kreises Darmstadt-Dieburg und ließ sich dann als Rechtsanwalt in Darmstadt nieder. Franz-Hermann Kappes war 1962 der CDU beigetreten, und als er 1987 erstmals für den Bundestag kandidierte, erwarb er im ersten Anlauf das Mandat. Seither vertrat er den hessischen Wahlkreis Bergstraße im Deutschen Bundestag. Der Schwerpunkt der parlamentarischen Arbeit des Juristen lag im Rechtsausschuss, wo er zuletzt Obmann seiner Fraktion war. Er war Mitglied im Verfassungsausschuss. Daneben galt sein vielfältiges ehrenamtliches Engagement dem kirchlichen und dem sozialen Bereich, im sozialen vor allem der Drogenhilfe. Um die Verbindung zu seinem ursprünglichen Beruf nicht zu verlieren, behielt er auch als Abgeordneter seinen Lehrauftrag an der Hochschule für Verwaltungswissenschaften in Speyer bei, wo er öffentliches Recht lehrte.
Franz-Hermann Kappes starb unerwartet einen Tag nach seiner silbernen Hochzeit nach einem Herzinfarkt. Er war verheiratet und hatte drei Kinder. Seit 1958 war er Mitglied der katholischen Studentenverbindung VKDSt Saxonia Münster im CV.

## Besonderheiten im politischen Wirken
- Im Rahmen der hessischen Kreisreform zum 1. Januar 1977 wurden die zwei Landkreise Darmstadt und Dieburg zum heutigen Landkreis Darmstadt-Dieburg vereinigt. Einige Orte wurden zuvor anderen Landkreisen zugeteilt: So kam Fränkisch-Crumbach zum Landkreis Odenwald, Ober-Roden und Urberach (Stadt Rödermark) sowie Nieder-Roden (zur Stadt Rodgau) kamen zum Landkreis Offenbach. Das immer noch kreisfreie Darmstadt wurde Sitz der Kreisverwaltung, Dieburg blieb Außenstelle. Kappes wurde der erste Landrat der neu geschaffenen Behörde und vollendete den damals sehr kontrovers diskutierten Zusammenschluss.
- Im Jahre 1984 erklärte der Bundesinnenminister Friedrich Zimmermann (CSU), den Angehörigen von Ausländern den Nachzug in die Bundesrepublik zu erleichtern. Diese Entscheidung stieß auf heftigen Widerstand im Bundesland Hessen. Der Frankfurter Oberbürgermeister und Landesvorsitzender der CDU, Walter Wallmann, und der CDU-Generalsekretär Manfred Kanther, befürchteten, dass »Hessen von auswanderungswilligen Familienangehörigen von Ausländern wie einen Schwamm ansaugt werde«. Einige hessische christdemokratische Kommunalpolitiker, allen voran der Landrat des Kreises Darmstadt-Dieburg, Franz-Hermann Kappes, entschlossen sich zum staatlichen Ungehorsam gegen die amtierende Landesregierung. Kappes wollte nicht gegen höherrangiges Recht verstoßen, der Alleingang der Wiesbadener Regierung sei unerträglich.[3]
- Auf besonderes Engagement von Kappes wurde am 12. Februar 1985 die Vereinbarung über die flächendeckende Einführung eines Hausnotrufsystems im Landkreis Darmstadt-Dieburg getroffen. Gegenstand der Vereinbarung war, dass auf der Grundlage der Erkenntnis, dass den ambulanten pflegerischen Diensten bei der Versorgung Alter, Kranker, Behinderter und Pflegebedürftiger Vorrang vor Maßnahmen der stationären Betreuung einzuräumen ist, sind sich der Landkreis Darmstadt-Dieburg, das Deutsche Rote Kreuz – Kreisverband Darmstadt-Land – und das Deutsche Rote Kreuz – Kreisverband Dieburg – darin einig, für das Gebiet des Landkreises Darmstadt-Dieburg ein Hausnotrufsystem einzuführen ist.[4]
- Bei den Kommunalwahlen im Jahre 1985 wurde der CDU-Landrat Kappes durch eine Mehrheit der SPD und Grünen abgewählt. Zu dieser Zeit gab es in Hessen die ersten schwarz-grünen Bündnisse auf kommunalen Ebenen – gegen den Willen der CDU-Führung. So kamen sich im Landkreis Darmstadt-Dieburg überraschend die Schwarzen und Grünen näher, das erste gemeinsame Vorhaben war: Der bei den Kommunalwahlen geschlagene Landrat Franz-Hermann Kappes (CDU) sollte mit Hilfe der Grünen im Amt bleiben. Im Gegenzug haben die Christdemokraten der Ökopartei signalisiert, Karl Kerschgens, den Verhandlungspartner des SPD-Ministerpräsidenten Holger Börner, zum Vize-Landrat zu wählen. Die im Landkreis siegreichen Sozialdemokraten sollten leer ausgehen. Kappes lehnte das Angebot damals ab und ließ sich als Rechtsanwalt nieder.[5]
- Das Weltbild von Kappes wurde in der Rede im Deutschen Bundestag, 113. Sitzung, 1. Dezember 1988 deutlich: »Erstens ist immer wieder gemahnt worden, die Bundesrepublik Deutschland sei kein Einwanderungsland. Tatsächlich jedoch belegen die Zahlen, dass in den vergangenen zwei Jahrzehnten in erheblichem Maße eine faktische Einwanderung stattgefunden hat. Das lässt sich im wesentlichen nicht rückgängig machen, aber für die Zukunft doch ausschließen. Zweitens muss, wie ich denke, ein wichtiger Maßstab für die Zukunft das Recht auch der deutschen Nation bleiben, vorrangig die ihr eigene typische Kultur zu bewahren.« (Nach einem Zwischenruf der Abgeordneten Ellen Olms (Grünen) : »So ein Quatsch!«) – »Bei aller Bereicherung, Frau Kollegin Olms, durch fremde Kulturkreise, die ich gar nicht bestreite, sollten wir uns nicht gedankenlos auf den Weg machen in eine alles vermischende sogenannte multikulturelle Gesellschaft.«[6]